# Sibiu Business
Sibiu Business este o publicație bilingvă, în limbile română și engleză, care apare lunar și se adresează oamenilor de afaceri, celor din mediul bancar și reprezentanților companiilor care vor să fie la curent cu ultimele evoluții din economia locală. 
Sibiu Business apare într-un tiraj de 5.000 de exemplare, în 80 de pagini full color, și ajunge, în mod gratuit, la 700 de firme importante din județul Sibiu și din țară. Publicația este distribuită și pe cursele companiei Austrian Airlines, pe ruta Sibiu – Viena, în hotelurile, cafenelele și restaurantele de top din județ. 
Sibiu Business oferă informații cu caracter general, prezintă ofertele băncilor și ale societăților de asigurări, cele ale societăților locale și naționale ce activează în cele mai diverse domenii; în plus, relatează succesele celor mai importanți oameni de afaceri din județ.